# Музеј јеврејске културе у Братислави
Музеј јеврејске културе у Братислави је огранак Словачког националног музеја и истакнута је институција коју спонзорише држава Словачка која је данас посвећена очувању и промоцији јеврејске културе и уметности у Републици Словачкој.

## Историја
Први јеврејски музеј у Прешову, који је уједно и један од првих у Словачкој, отворен је 1931. године у згради Кумшта. Музеј су основали председавајући геолошке заједнице инг. Еуген Баркани и др. Теодор Аустерлиц, син чувеног рабина из Прешова. Током Другог светског рата активности Музеја су заустављене.
Како после рата није било интереса за обнављање музеја инг. Баркани је посредовао у преносу колекције у Државни јеврејски музеј у Прагу, у коме је колекција чувана до распада Чехословачке.
Након оснивања Словачке као самосталне државе артефакти су из Прага враћени 1993. године, а 25. новембра део колекције је стављен на располагање јавности као Стална изложба. Барканијева збирка постављена је у православној синагоги Прешов, на простору - женске галерије. Колекцијом управља Музеј јеврејске културе, који је део Словачког националног музеја .

## Опште информације
Музеј јеврејске културе у Братислави је основан 1993. године, заједно са неколико других специјализованих музеја националних мањина који живе на територији Словачке у улици Јеврејска 17.
Основана је као део нове државне политике која почев од 1989. године редефинише културни идентитет Словачке као део европског мултикултурног наслеђа.
Музеј одржава своје сталне поставке у четири словачка града и у будућности предвиђа успостављање других сталних изложби у новообновљеним зградама синагога широм Словачке.
Поред сталних поставки, Музеј у сарадњи са словачким регионалним музејима организује и посебне изложбе за промоцију јеврејске културе у местима која су некада била центри богатог јеврејског комуналног живота.

Подизање свести о богатом словачком јеврејском наслеђу један је од наших главних циљева, наводи се у документацији Музеја. 
Иако често превиђани, словачки Јевреји играли су важну улогу у политичком, економском и културном животу друштва. Стога јеврејска историја мора бити поново уведена у општи културни контекст.
Музеј успешно организује изложбе и у иностранству које промовишу богато словачко јеврејско наслеђе. Бројне презентације у разним европским земљама, Сједињеним Америчким Државама и Израелу активно су допринеле промене у свести о Словачкој и њеном европском контексту у култури.

## Главна поставка музеја и издвојене локације
На отварању Музеја 1993. године, музејска колекција представљала је само 5% властитих предмета стечених куповином, а до 95% предмета позајмљено је од различитих јеврејских верских заједница. Данас позајмица артефаката представљају само 20 комада од укупног броја предмета колекције, док  су 50% артефаката  донације. Чињеницу донирања прати и идеја донатора да ће предмети бити професионално третирани и стављени на увид јавности.
Музеј који је усмерен на развој духовне и материјалне јеврејске културе и документовање холокауста у Словачкој, данас поседује више од 5.200 копија историјских предмета, који су представљени на више локација.
Главна изложба
Главна поставка Музеја се налази у Братислави у просторијама такозваног властелинства Жиграи. Стална поставка, отворена од маја 1993. године, посетиоце упознаје са историјом и културом Јевреја који живе у Словачкој,  још од доба Великоморавског царства.
Тродимензионални и дводимензионални експонати приближавају свакодневни живот јеврејског становништва, јеврејске празнике, унутрашњост синагоге и личности јеврејског порекла које су прославиле Словачку. Крај изложбе посвећен је сећању на приближно 70.000 жртава холокауста из Словачке.
У оквиру изложба у Братислави постављеној у просторијама властелинства Жиграи (Јеврејска 17, Братислава), сажето је неколико векова дела духа, интелекта и ритуално-примењене уметности концентрисано је на суптилном изложбеном простору. Посетилац се може упознати са путовањем Јевреја од рођења до краја живота, испуњеног разноликошћу живота између верске синагоге и домаћег ритуалног живота.
Стална поставка у Прешовској синагоги
Синагога у Прешову део је комплекса јеврејских комуналних институција. Ова православна синагога, изграђена 1898. године је, двоспратна зграда без кула. Релативно је строге новороманске-маварске фасаде која у себи крије благу архитектуру синагоге. Богато украшени ентеријери са потпуно очуваним инвентаром спадају у најатрактивније јеврејске споменике културе у Словачкој. Зграда се и данас користи као молитвени дом. Такозвани Барканијева колекција јудајке је издвојена збирка Музеја јеврејске културе.
Синагога је само део вредног комплекса јеврејских комуналних институција (молитвени дом, чедар - јеврејска школа, рабин, ритуална кланица), који православна заједница Јевреја гради од 1880-тих на простору иза градских зидина.
Изложба посвећена судбини Јевреја у Словачкој
Ова изложбена поставка се налази у синагоги у Нитри у женској галерији синагоге.
Мала синагога у Жилини
Мала синагога у Жилини  представља молитвени простор у коме су изложени сакрални предмети. Зграда у Жилини се и данас користи као молитвени дом. Такозвани Барканијева колекција јудајке - из колекције Музеја јеврејске културе изложена је у овом простору. Синагога је део вредног комплекса јеврејских комуналних институција (молитвени дом, чедар - јеврејска школа, рабин, ритуална кланица), који православна заједница Јевреја гради од 1880-тих на простору иза градских зидина.
Музеј холокауста
Музеј холокауста у знак сећања на страдање словачких Јевреја у Другом светском рату, своју поставку има у бившем радном и концентрационом логору у Середу. Маузолеј је отворен за посетиоце је 26. јануара 2016. године.